# Ice-Guy und seine coole Kollegin
Ice-Guy und seine coole Kollegin (jap. 氷属性男子とクールな同僚女子 Kōri Zokusei Danshi to Kūru na Dōryō Joshi) ist eine japanische Manga-Serie von Miyuki Tonogaya. Die romantischen Kurzgeschichten wurden zunächst ab 2018 von Tonagaya auf Twitter veröffentlicht, ab 2019 dann beim Verlag Square Enix. 2023 kam eine Adaption als Anime-Serie heraus, die international als The Ice Guy and His Cool Female Colleague bekannt wurde.

## Inhalt
Als Nachfahre einer Yuki-onna verursacht Himuro (氷室) bei jeder Gefühlsschwankung einen Schneesturm oder ähnliche eisige Wetterereignisse in seinem direkten Umfeld. So findet ihn Fuyutsuki (冬月) auf dem Weg zu ihrer neuen Arbeitsstelle auf dem Fußweg festgefroren, weil er so nervös ist. Sie hilft ihm, sich zu entspannen, und kurz darauf treffen sich die beiden im Büro wieder. Sie kommen beide als Berufsanfänger neu in die Firma, ebenso wie ihre Kollegen Saejima (冴島) und Komori (狐森). Wie Himuro stammt auch Komori von einer Gestalt aus dem japanischen Volksglauben ab, bei ihr ist es ein Kitsune. Und so ist sie ähnlich quirlig, wie es von den Füchsen heißt, und zeigt bei Aufregung Fuchsohren und -schweif. Die vier freunden sich schnell an und unterstützen sich gegenseitig. Währenddessen verliebt sich Himuro immer mehr in Fuyutsuki. Auch wenn man ihm das im Gesicht kaum anmerken kann, drücken die Schneestürme, von ihm hervorgebrachte glückliche kleine Schneemänner oder ähnliche übernatürliche Ereignisse seine Gefühle umso stärker aus, wenn Fuyutsuki in der Nähe ist. Auch seinen Kollegen fällt das bald auf, nur die abgeklärt wirkende Fuyutsuki erkennt es nicht. Auch sie findet Gefallen an Himuro, dem sie in ihrer Freundlichkeit wie anderen Kollegen oft zur Seite steht. Und als Himuro bei einer Weiterbildungsreise vor Hitze zu einem kleinen Jungen schmilzt, kümmert sie sich um ihn und freut sich insgeheim über den niedlichen Anblick. Doch da sie in der Liebe keine Erfahrung hat, kann sie ihre Gefühle nicht einordnen.
Die Gruppe wird bald ergänzt durch Katori (火鳥), der von einem Phönix abstammt und wegen seiner Vorgesetzten Otonashi (音無) das Künstlersein aufgab und den Bürojob als ihr Kollege annahm. Er kennt Himuro von Kindheit an und ist oft sehr aufgedreht. Die Kollegen und Freunde kommen sich bei gemeinsamen Unternehmungen näher. Dabei lernen sie auch Himuros Schwester Yukimin kennen, eine erfolgreiche Streamerin. Himuro und Fuyutsuki finden auch immer wieder Zeit zu zweit. Himuro schafft es zwar lange nicht, seine Gefühle zu gestehen, doch langsam arbeitet er sich zu Fuyutsukis unbedarftem Herz vor. Dabei hilft ihm auch ihr Kater Nyamero und seine Schwester, die ihm die Möglichkeit zu Besuchen bei Fuyutsuki und zu weiteren Begegnungen bieten.

## Veröffentlichung
Miyuki Tonogaya veröffentlichte ab 3. August 2018 kurze Geschichten mit dem Figuren auf Twitter. Seit dem 12. Juli 2019 erscheint der Manga in Serie im Online-Magazin Gangan pixiv von Square Enix. Der Verlag brachte die Kapitel auch gesammelt in bisher sieben Bänden heraus. 
Diese wurden auch in mehrere Sprachen übersetzt: Comikey veröffentlicht die Serie auf Englisch, Mangetsu bringt eine französische Fassung heraus, J-Pop eine italienische und Dango eine polnische. Seit Januar 2024 erscheint eine deutsche Fassung bei Dani Books.

## Animeserie
Bei den Studios Liber und Zero-G entstand eine 12-teilige Umsetzung des Mangas als Anime für das japanische Fernsehen. Das Drehbuch von Tomoko Konparu wurde unter der Regie von Mankyū umgesetzt. Das Charakterdesign entwarf Miyako Kanō und die künstlerische Leitung lag bei Eiji Iwase. Die Kameraarbeiten leitete Tomomi Saitō.
Im Juni 2022 wurde der Anime erstmals angekündigt. Die je 23 Minuten langen Folgen wurden vom 4. Januar bis 22. März 2023 von den Sendern Tokyo MX, ABC, Mētele und BS Asahi in Japan gezeigt. Auf der Plattform Crunchyroll fand parallel dazu die internationale Veröffentlichung per Streaming statt. Dabei wurde eine englische Synchronfassung sowie Untertiteln in unter anderem Deutsch, Englisch, Französisch und Spanisch angeboten.

### Synchronisation
| Rolle         | japanischer Sprecher (Seiyū) |
| ------------- | ---------------------------- |
| Himuro-kun    | Chiaki Kobayashi             |
| Fuyutsuki-san | Yui Ishikawa                 |
| Saejima       | Kōki Uchiyama                |
| Komori        | Yumi Uchiyama                |
| Katori        | Shugo Nakamura               |
| Otonashi      | Ayane Sakura                 |
| Vorgesetzter  | Takashi Matsuyama            |
| Yukimin       | Hiyori Nitta                 |

### Musik
Die Musik der Serie wurde komponiert von Ruka Kawada. Das Vorspannlied ist Frozen Midnight von Takao Sakuma und der Abspann wurde unterlegt mit Rinaria von Nowlu.